# Пеијо Фонти (Тренто)
Пеијо Фонти је насеље у Италији у округу Тренто, региону Трентино-Јужни Тирол.
Према процени из 2011. у насељу је живело 41 становника. Насеље се налази на надморској висини од 1385 м.